# Josypiwka (hromada Brusyliw)
Josypiwka (ukr. Йосипівка) – wieś na Ukrainie, w obwodzie żytomierskim, w rejonie żytomierskim, w hromadzie Brusyliw. W 2001 liczyła 241 mieszkańców, spośród których 234 wskazało jako ojczysty język ukraiński, 6 rosyjski, a 1 inny.